# ماريا اندكفيست
ماريا اندكفيست (بالسويدية: Maria Lundqvist)‏ هي ممثلة سويدية، ولدت في 14 أكتوبر 1963 في السويد.

## أعمال

### أفلام
- (2005) أفضل الأمهات

## وصلات خارجية
- ماريا اندكفيست على موقع IMDb (الإنجليزية)
- ماريا اندكفيست على موقع ميتاكريتيك (الإنجليزية)
- ماريا اندكفيست على موقع روتن توميتوز (الإنجليزية)
- ماريا اندكفيست على موقع ألو سيني (الفرنسية)
- ماريا اندكفيست على موقع أول موفي (الإنجليزية)
- ماريا اندكفيست على موقع قاعدة بيانات الأفلام السويدية (السويدية)
- ماريا اندكفيست على موقع ديسكوغز (الإنجليزية)
- ماريا اندكفيست على موقع قاعدة بيانات الفيلم (الإنجليزية)
- ماريا اندكفيست على موقع كينوبويسك (الروسية)